# حمام سرتپه
حمام سرتپه مربوط به دوران پیش از تاریخ ایران باستان تا دوران‌های تاریخی پس از اسلام است و در شهرستان گرگان، بخش مرکزی، روستای نودیجه واقع شده و این اثر در تاریخ ۱۰ بهمن ۱۳۸۳ با شمارهٔ ثبت ۱۱۲۷۷ به‌عنوان یکی از آثار ملی ایران به ثبت رسیده است.